# ريشارد أوفوري
ريشارد أوفوري (بالإنجليزية: Richard Ofori)‏ (1 نوفمبر 1993 بغانا - ) هو لاعب كرة قدم غاني في مركز. لعب مع ليجون سيتيز.

## روابط خارجية
- ريشارد أوفوري على موقع قاعدة بيانات كرة القدم.إي يو (الإنجليزية)
- ريشارد أوفوري على موقع ناشيونال فوتبول تيمز (الإنجليزية)
- ريشارد أوفوري على موقع Soccerway.com (الإنجليزية)
- ريشارد أوفوري على موقع عالم كرة القدم.نت (الإنجليزية)